# Ormosia longicornis
Ormosia longicornis là một loài ruồi trong họ Limoniidae. Chúng phân bố ở miền Cổ bắc.